# Marie Šedivá
Marie Krůbová (* 12. Oktober 1908 als Marie Šedivá; † 13. Dezember 1975) war eine tschechoslowakische Florettfechterin.

## Erfolge
Bei den Olympischen Spielen 1936 in Berlin schied Marie Šedivá in der ersten Runde des Einzels mit 2:3-Siegen als Fünfte ihrer Gruppe aus. 1938 wurde sie in Piešťany im Einzel vor Carmen Slabocova und Jenny Addams Weltmeisterin. Bereits 1933 wurde Šedivá, die im Laufe ihrer Karriere bei verschiedenen Prager Fechtvereinen focht, tschechoslowakische Meisterin. Nach ihrer aktiven Karriere war sie in Prag als Fechttrainerin tätig.